# Agadici, Caraș-Severin
Agadici (în germană Agaditsch, în maghiară Agadics) este un sat ce aparține orașului Oravița din județul Caraș-Severin, Banat, România.

## Legături externe

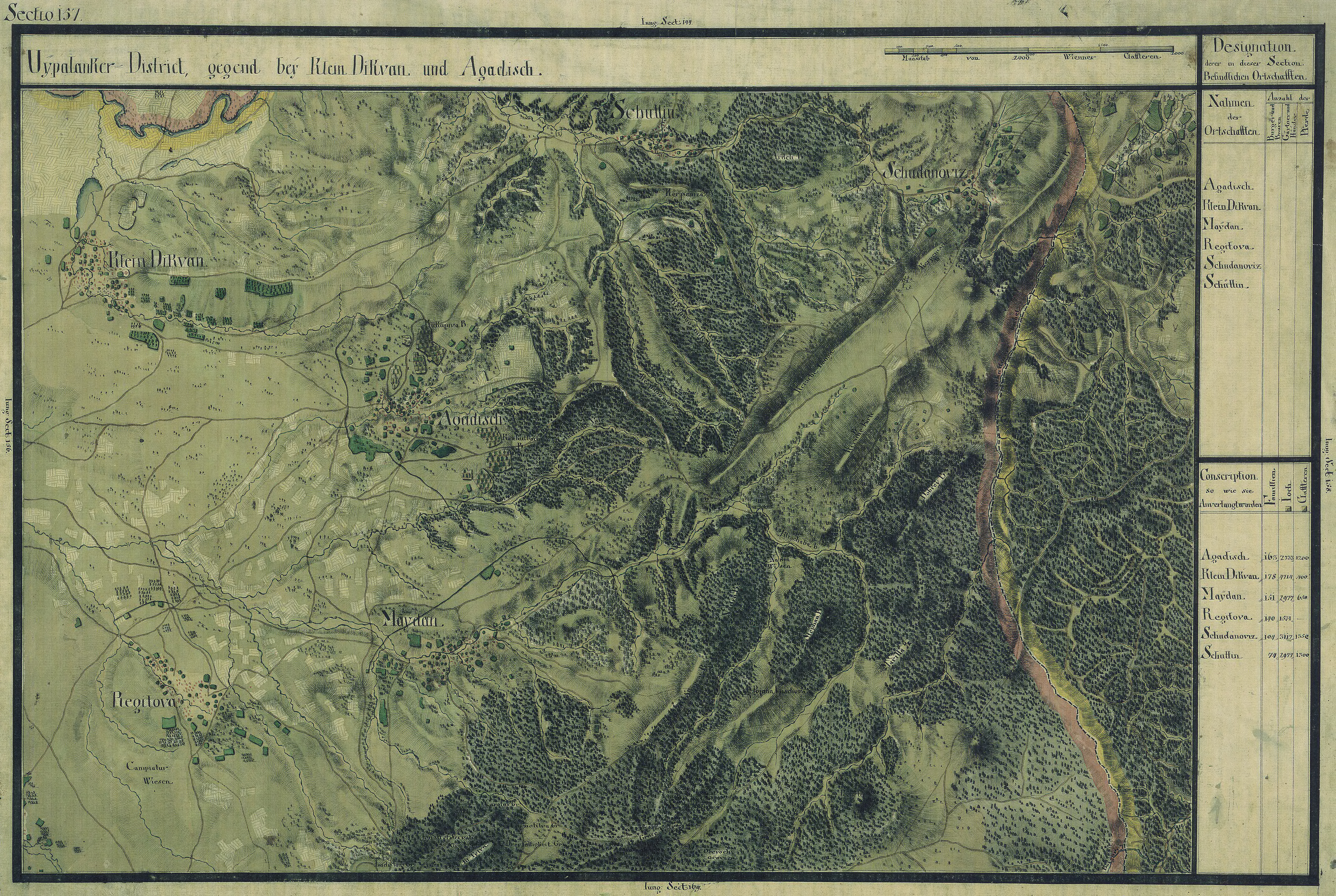
Agadici în Harta Iosefină a Banatului, 1769-72